# Snap (Lied)
Snap ist ein englischsprachiger Popsong, der von der armenischen Sängerin Rosa Linn, Larzz Principato, Jeremy Dusoulet, Allie Crystal, Tamar Kaprelian und Courtney Harrell geschrieben wurde. Mit dem Titel vertrat Rosa Linn Armenien beim Eurovision Song Contest 2022 in Turin.

## Entstehung und Veröffentlichung
Snap wurde als „sehr persönliches“ Lied beschrieben. Rosa Linn schrieb es bereits vor einigen Jahren. Auch das Bühnenbild zeigt eine persönliche Reise von Selbsterkenntnis und Heilung und reflektiert den Songwriting-Prozess.
Die Produktion erfolgte durch Alex Salibian, Ethan Schneiderman, Larzz Principato und Lilith Nawasardjan. Für die Abmischung war Tony Maserati zuständig, das Mastering übernahm Chris Athens.
Das Lied wurde am 19. März 2022 als Musikstream veröffentlicht, ein Auszug erschien bereits eine Woche zuvor.
Snap konnte sich im ersten Halbfinale für das Finale qualifizieren. Im Finale am 14. Mai erreichte Armenien mit insgesamt 61 Punkten den 20. Platz.
Im Verlauf des Sommers 2022 entwickelte sich Snap unter anderem über TikTok zu einem internationalen Hit, wodurch das Lied auch zahlreiche Chartplatzierungen erreichte.

## Musikvideo
Das Musikvideo zeigt Rosa Linn in einem Holzhaus im Schnee, sie ist mit selbstgeschriebenen Textblättern zu sehen und hisst die Gardinen des Hauses als Segel aus dessen Fenstern. Das Musikvideo bezieht sich so ebenfalls auf den Songwriting-Prozess. Es entstand unter der Regie von Aramajis Hajrapetjan.

## Rezeption

### Chartplatzierungen
| ChartsChartplatzierungen       | Höchstplatzierung | Wochen |
| ------------------------------ | ----------------- | ------ |
| Deutschland (GfK)              | 8 (64 Wo.)        | 64     |
| Österreich (Ö3)                | 5 (66 Wo.)        | 66     |
| Schweiz (IFPI)                 | 3 (81 Wo.)        | 81     |
| Vereinigte Staaten (Billboard) | 67 (15 Wo.)       | 15     |
| Vereinigtes Königreich (OCC)   | 21 (18 Wo.)       | 18     |

| ChartsJahrescharts (2022) | Platzierung |
| ------------------------- | ----------- |
| Deutschland (GfK)         | 40          |
| Österreich (Ö3)           | 33          |
| Schweiz (IFPI)            | 18          |

| ChartsJahrescharts (2023) | Platzierung |
| ------------------------- | ----------- |
| Deutschland (GfK)         | 33          |
| Österreich (Ö3)           | 22          |
| Schweiz (IFPI)            | 10          |

### Auszeichnungen für Musikverkäufe
| Land/Region                  | Auszeichnungen für Musikverkäufe (Land/Region, Auszeichnung, Verkäufe) | Verkäufe  |
| ---------------------------- | ---------------------------------------------------------------------- | --------- |
| Brasilien (PMB)              | 2× Diamant                                                             | 320.000   |
| Dänemark (IFPI)              | Platin                                                                 | 90.000    |
| Deutschland (BVMI)           | Platin                                                                 | 400.000   |
| Frankreich (SNEP)            | Diamant                                                                | 333.333   |
| Griechenland (IFPI)          | Gold                                                                   | 10.000    |
| Italien (FIMI)               | 4× Platin                                                              | 400.000   |
| Kanada (MC)                  | Platin                                                                 | 80.000    |
| Norwegen (IFPI)              | 2× Platin                                                              | 120.000   |
| Österreich (IFPI)            | 2× Platin                                                              | 60.000    |
| Polen (ZPAV)                 | 2× Platin                                                              | 100.000   |
| Portugal (AFP)               | 3× Platin                                                              | 30.000    |
| Schweden (IFPI)              | Platin                                                                 | 80.000    |
| Schweiz (IFPI)               | 3× Platin                                                              | 60.000    |
| Spanien (Promusicae)         | 3× Platin                                                              | 180.000   |
| Ungarn (MAHASZ)              | 2× Platin                                                              | 8.000     |
| Vereinigte Staaten (RIAA)    | Platin                                                                 | 1.000.000 |
| Vereinigtes Königreich (BPI) | Platin                                                                 | 600.000   |
| Insgesamt                    | 1× Gold · 27× Platin · 3× Diamant ·                                    | 3.671.333 |

## Zitat
„I was feeling really down and depressed and anxious because I was going through a lot. These past two years we’ve all been going through a lot! And I just wrote it all out and let it go. In the end I’ve realised that every difficulty is easier to overcome when you love yourself a bit more and take care of yourself, and that’s my main message. Take care of yourselves and read what’s really going on inside yourself. If something’s wrong, you need to deal with that and work to make things better.“

„Ich war wirklich niedergeschlagen, deprimiert und ängstlich, weil ich viel durchgemacht habe. In den letzten zwei Jahren haben wir alle eine Menge durchgemacht! Und ich habe einfach alles aufgeschrieben und es losgelassen. Am Ende habe ich erkannt, dass jede Schwierigkeit leichter zu überwinden ist, wenn man sich selbst ein bisschen mehr liebt und auf sich achtet, und das ist meine wichtigste Botschaft. Kümmert euch um euch selbst und lest, was wirklich in euch vorgeht. Wenn etwas nicht in Ordnung ist, müsst ihr euch damit auseinandersetzen und daran arbeiten, dass es besser wird.“